# Mùa tựu trường (tiếp thị)

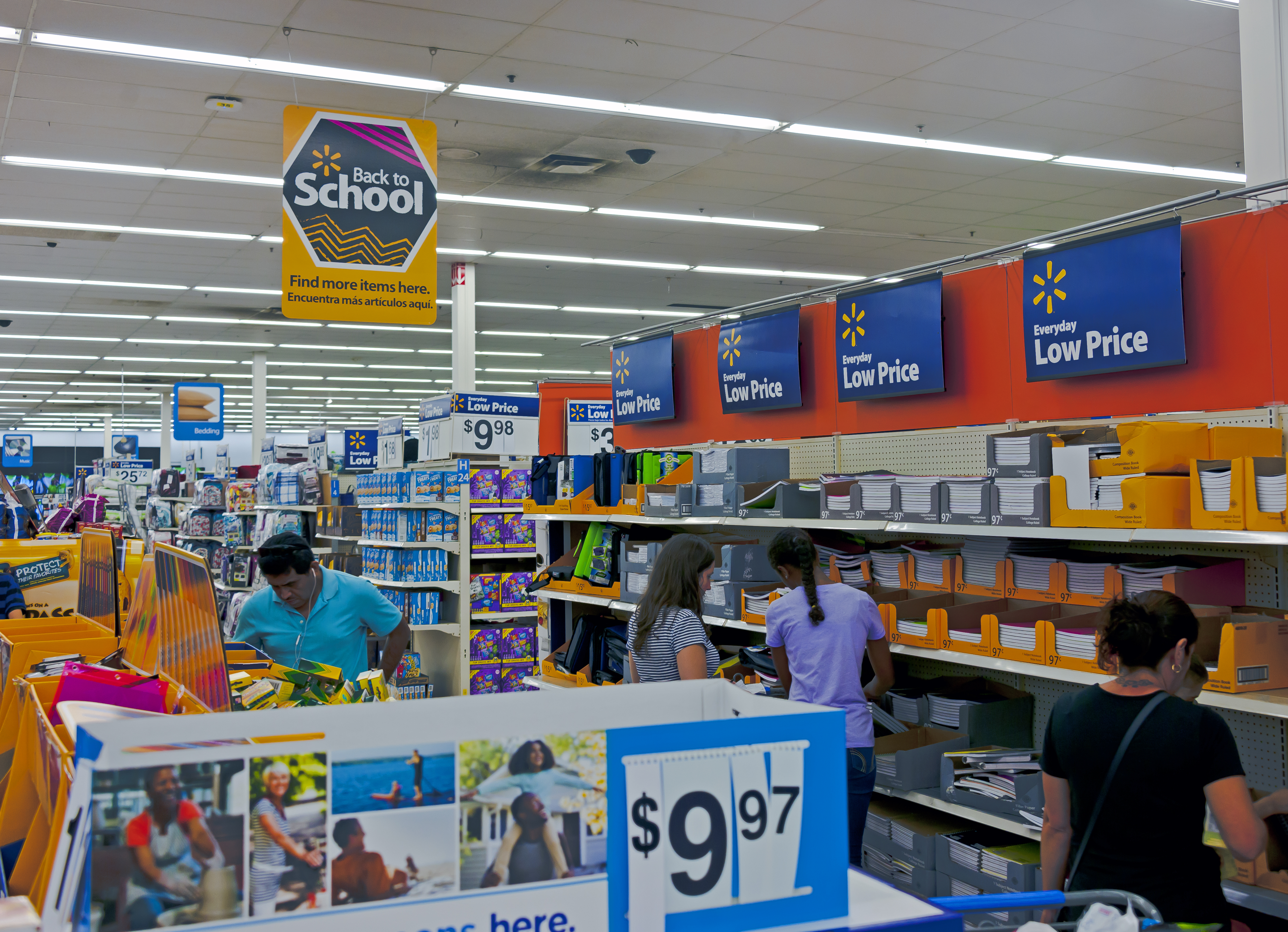
Bán lại tại trường Walmart

Trong buôn bán, mùa tựu trường là khoảng thời gian học sinh và phụ huynh mua đồ dùng học tập và trang phục cho năm học sắp tới. Tại nhiều cửa hàng bách hóa, việc bán hàng mùa tựu trường được quảng cáo là thời điểm đồ dùng học tập, quần áo trẻ em và thanh thiếu niên được bán. Đồ dùng văn phòng cũng đã trở thành một phần quan trọng trong việc bán hàng mùa tựu trường, với sự nổi lên của máy tính cá nhân và các thiết bị liên quan trong giáo dục; các vật tư truyền thống như giấy, bút, bút chì và chất kết dính thường sẽ được đánh dấu ở mức giảm giá mạnh, thường là bán hàng câu khách để lôi kéo người mua sắm mua các mặt hàng khác trong cửa hàng. Nhiều tiểu bang cung cấp thời gian miễn thuế (thường là khoảng một tuần) tại thời điểm bất kỳ đồ dùng học tập và quần áo trẻ em mua không có thuế bán hàng.

## Thời gian
Thời gian quay lại thời gian học thường kéo dài từ đầu tháng 8 đến cuối tháng 8, trước khi năm học bắt đầu ở Hoa Kỳ, Châu Âu và Canada. Ở Úc và New Zealand, điều này thường xảy ra vào tháng 2, trong khi ở Malaysia, giai đoạn này kéo dài từ cuối tháng 11 đến tháng 12. Ở Ấn Độ, việc bán hàng mùa tựu trường theo truyền thống bắt đầu vào tháng Sáu khi các trường học sắp mở cửa. Ở Nhật Bản, điều khác thường ở đây là bắt đầu năm học vào mùa xuân, việc bán hàng trở lại trường được tổ chức theo truyền thống vào cuối tháng ba.
Tại Canada và Hoa Kỳ, mua sắm mùa tựu trường gắn liền với Ngày Lao động, rơi vào Thứ Hai đầu tiên của tháng Chín. Trong khi Ngày Lao động là một ngày lễ được quan sát rộng rãi, nó không có lễ kỷ niệm chính thức. Ngày Lao động đã trở thành biểu tượng như là "kết thúc mùa hè" không chính thức. Hầu hết các trường học và cao đẳng bắt đầu năm học của họ vào khoảng thời gian này, vì vậy kỳ nghỉ đã trở thành một truyền thống mua sắm mùa tựu trường. nhiều như Ngày Tưởng niệm và Ngày Victoria, và Ngày Quốc khánh và Ngày Độc lập của Canada được liên kết với các sản phẩm mùa hè và yêu nước, và Lễ Tạ ơn của Mỹ đã được liên kết với sự bắt đầu của mùa mua sắm Giáng sinh.